# Flo & Eddie

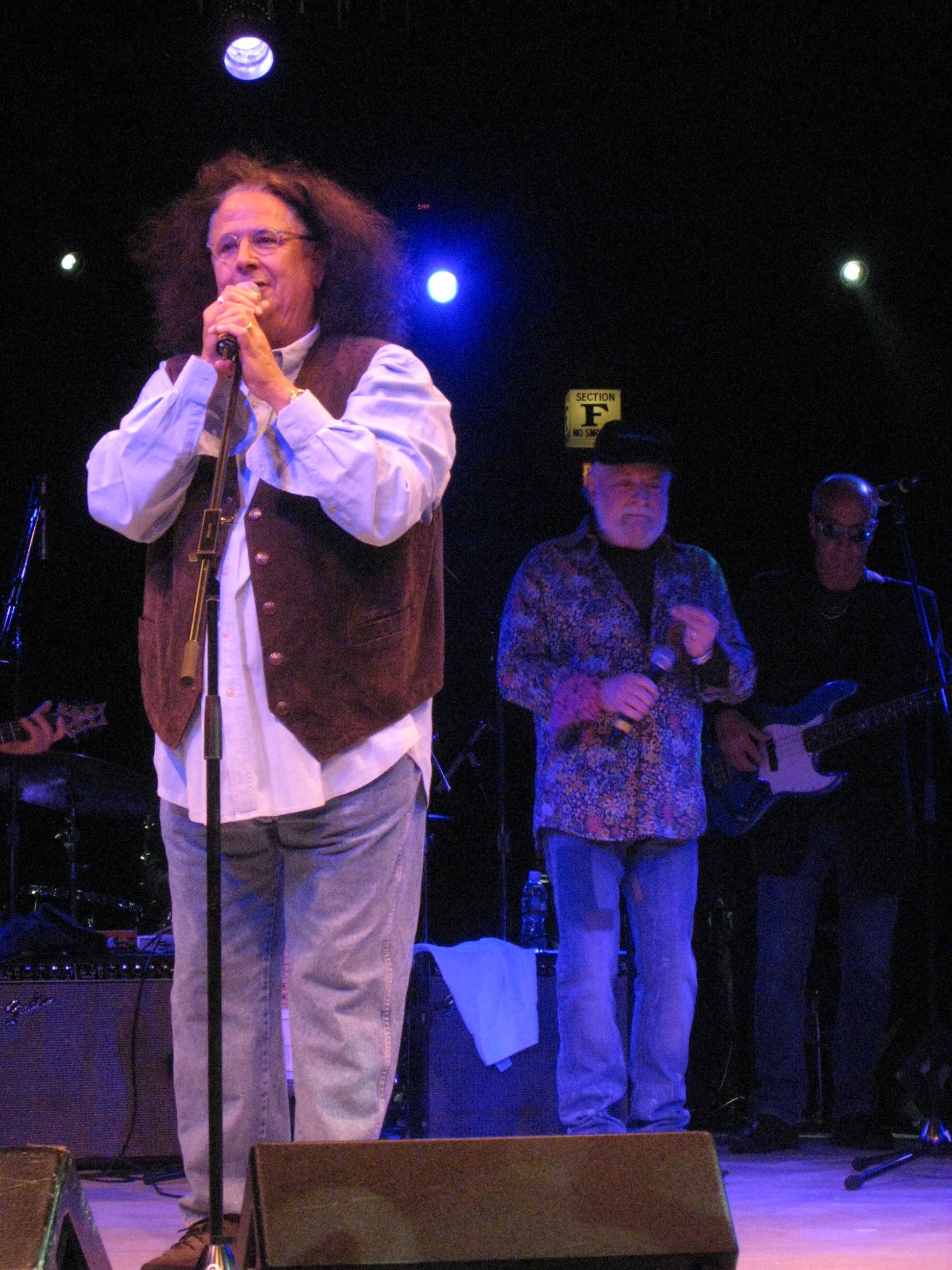
Flo & Eddie 2008.

Flo & Eddie (gegründet 1970) ist der Name eines Duos zweier Rockmusiker, bestehend aus Howard Kaylan und Mark Volman – den ursprünglichen Leadsängern der erfolgreichen Popband The Turtles.

## Werdegang
Der Name Flo & Eddie entstand nach Auflösen der Band The Turtles. Die bisherige Plattenfirma hatte die beiden ihr abhanden gekommenen Musiker unter Druck setzen wollen. Also verbot sie ihnen, den Namen The Turtles zu verwenden und reklamierte außerdem noch die Rechte an den Familiennamen Howard Kaylan und Mark Volman für sich. Es folgte ein Rechtsstreit, der sich bis zum Jahr 1985 hinzog.
Zunächst als Phlorescent Leech and Eddie stiegen die beiden bei Frank Zappa und seinen Mothers of Invention ein. Bald änderte sich der Name des Duos in Flo & Eddie. Bei Zappa kultivierten sie „parodistisch eingesetzte Elemente“ und Satirisches in der Musik sowie ironischen Spott in den Texten. Ergebnis dieser „fruchtbaren Zusammenarbeit“ (H. Kaylan) waren zum einen vier Alben. Zappa schätzte neben den gesanglichen Qualitäten der beiden ehemaligen Turtles-Leadsänger vor allem deren komödiantische Talente.
Nach der Zeit mit Zappa arbeiteten Kaylan und Volman als Flo & Eddie weiter. Sie produzierten die Alben einiger anderer Bands, traten jedoch vor allem als Backgroundsänger in Erscheinung – unter anderem für T. Rex, Blondie, Duran Duran, Bruce Springsteen oder John Lennon.
Außerdem schrieben Kaylan/Volman die (für den Grammy nominierten) Filmmusiken zu zwei erfolgreichen amerikanischen Trickfilmserien für Kinder, hatten als Autoren regelmäßige Kolumnen in den Publikationen Creem, Phonograph Record Magazine und L.A. Free Press sowie eigene Radiosendungen bei den Sendern KMET, KROQ (beide Los Angeles) und K-ROCK in New York.
In den frühen 1990er Jahren kam es zum Revival von The Turtles.

## Diskografie (Auswahl)
- Flo & Eddie: The Phlorescent Leech and Eddie – 1972
- Flo & Eddie: Flo & Eddie – 1973
- Flo & Eddie: Illegal, Immoral and Fattening – 1974
- Flo & Eddie: Moving Targets – 1976
- Flo & Eddie: Rock Steady – 1981
- Flo & Eddie: The History of Flo & Eddie and the Turtles – 1983
- Flo & Eddie: Best of Flo & Eddie – 1987
- Flo & Eddie: New York "Times" 1979-1994 Live at the Bottom Line - 2009
- Mark Volman and Howard Kaylan: American Rabbit - The Original Soundtrack  - 1986
- Crossfires: Out of Control – 1981

- Frank Zappa: Chunga’s Revenge – 1970
- Mothers of Invention: Fillmore East – 1971
- Frank Zappa: Frank Zappa’s 200 Motels – 1971
- Mothers of Invention: Just Another Band from L.A. – 1972

- T.Rex: T.Rex – 1970
- T.Rex: Electric Warrior – 1971
- T.Rex: The Slider – 1972
- T.Rex: Tanx – 1973
- T.Rex: Light of Love – 1974
- T.Rex: Futuristic Dragon – 1976
- T.Rex: T.Rextasy: The Best of – 1985

- David Cassidy: Higher They Climb the Harder They Fall – 1975
- David Cassidy: Home Is Where the Heart Is – 1976

- Alice Cooper: From the Inside – 1978
- Alice Cooper: Flush the Fashion – 1980
- Alice Cooper: Zipper Catches Skin – 1982

- Bruce Springsteen: The River – 1980
- Bruce Springsteen: Live – 1991
- Bruce Springsteen: Greatest Hits – 1993

- Blondie: Autoamerican – 1980
- Adam Bomb: Fatal Attraction – 1985
- California Dreaming (Soundtrack) – 1979
- Duran Duran: Thank You – 1995
- Sammy Hagar: Full Moon – 1982
- Albert Hammond: Your World & My World – 1980
- Jefferson Airplane: Jefferson Airplane – 1989
- Paul Kantner: Planet Earth R'n'R Orchestra – 1983
- The Knack: Round Trip – 1981
- John Lennon: Plastic Ono Band – 1972
- Ray Manzarek: The Whole Thing Started with Rock'n'Roll – 1975
- Roger McGuinn: Peace on You – 1973
- Keith Moon: Two Sides of the Moon – 1975
- Psychedelic Furs: Forever Now – 1982
- Ramones: Mondo Bizarro – 1992
- Steely Dan: Citizen Steely Dan – 1993
- Al Stewart: Live/Indian Summer – 1981
- Stephen Stills: Illegal Stills – 1976
- Yoko Ono: Ono Box – 1992

## Filmografie
- 200 Motels – 1971
- Dirty Duck – 1975
- Loose Shoes – 1980
- The True Story of 200 Motels – 1989